# Kosci
Kosci so asterizem v Orionu, pogosto imenovani tudi Orionov pas.